# Abraxas magnimaculata
Abraxas magnimaculata là một loài bướm đêm trong họ Geometridae.